# Fakirens nye Tjener
Fakirens nye Tjener er en dansk stum komediefilm fra 1910 produceret af Nordisk Films Kompagni. Filmens instruktør er ukendt.
Filmen blev i tysktalende lande distribueret som Der neue Diener des Fakirs.

## Handling
Varietéens troldmand, den indiske fakir, har søgt en ny tjener, og Peter får jobbet. Peter er dog frygtelig nysgerrig og en pilfinger. Han laver en masse ulykker med tryllestaven, og fakiren sender han væk. Peter får at føle, at det er en rigtig troldmand, han har været hos, da han ser sig selv i spejlet.

## Medvirkende
- Otto Lagoni
- Lauritz Olsen